# Splot żylny otworu owalnego
Splot żylny otworu owalnego – w anatomii człowieka jeden ze splotów żylnych kanałów kostnych, łączących układy żylne wewnątrz i na zewnątrz czaszki. Przebiega przez otwór owalny, oplatając tam nerw żuchwowy. Stanowi połączenie zatoki jamistej ze splotem skrzydłowym.